# نبرد زوتفن
نبرد زوتفن در طول جنگ هشتادساله برای استقال هلند از اسپانیای هابسبورگ در سال ۱۵۸۶ میلادی بر شهر زوفتن اتفاق افتاد که در نهایت منجر به پیروزی اسپانیایی‌ها شد.
ماوریتس، شاهزاده اورانژ در سال ۱۵۸۴ رهبر شورش استقلال‌طلبانهٔ هلندی‌ها علیه اسپانیای هابسبورگ شد. الیزابت یکم، مکله انگلستان استقلال هلند را به رسمت شناخت و نیرویی به فرماندهی رابرت سیدنی، ارل لستر برای کمک به آن‌ها فرستاد. نیروی متحد هلندی-انگلیسی سال ۱۵۸۶ زوتفن در شرق هلند را به محاصره گرفت. پادگاه اسپانیایی به فرماندهی دوک پارما درون شهر بود. اسپانیایی‌ها روز ۲۲ سپتامبر نیرویی امدادی برای شکستن محاصره اعزام کردند. لستر سعی کرد جلوی آن‌ها را بگیرد اما مغلوب و وادار به عقب‌نشینی شد. به هر صورت ماوریتس پنج سال بعد زوتفن را در نهایت تصرف کرد.

## کتابشناسی
- Motley, John Lothrop (1888). History of the United Netherlands: From the Death of William the Silent to the Twelve Years' Truce. New York: Harper & Brothers. OCLC 8903843.